# Tubások listája
Tubásnak nevezzük azon személyeket, akik tubán játszanak.

## Tuba
- Øystein Baadsvik
- Dave Bargeron (Jazz)
- William Bell
- Roger Bobo
- Melvin Culbertson
- Charles Daellenbach
- John Fletcher
- Michel Godard (Jazz)
- James Gourlay
- Prof. Walter Hilgers
- Markus Hölzel
- Arnold Jacobs
- Michael Lind
- Sam Pilafian
- Gene Pokorny
- Jon Sass
- Patrick Sheridan
- Markus Theinert
- Dietrich Unkrodt
- Carola Beukenbusch
- Heiko Triebener
- Hartmut Müller
- Manfred Häberlein
- Ulli Haas

## Tenortuba,Eufónium
- Brain Bowman
- Angie Hunter
- Steven Mead
- John Mueller
- Matthias Goefft

## Magyarok
- Szabó László
- Mazura János
- Szentpáli Roland
- Vida Róbert
- Lukácsházi Győző
- Bényei Tibor
- Adamik Gábor
- Koppányi Zsolt
- Bazsinka József
- Nagy Zsolt
- Harasztia Zoltán
- Szabó Vilmos
- Nagy Sándor
- Knizner István
- Kalmár Gergely
- Kovács Zalán
- Kövesdi Krisztián
- Csomós János
- Beregi András
- Tóth Álmos
- Nagy Nándor Gábor
- Lengyel Péter
- Keresztesi Bálint
- Serfel Gábor
- Baranyó Attila
- Torma János Bálint